# Asphalt 5
Asphalt 5 — гоночная видеоигра 2009 года, разработанная и изданная Gameloft, и пятая крупная игра в серии Asphalt. Он был выпущен для iOS 2 ноября 2009 года, для webOS 8 января 2010 года, для Android 18 марта, для Symbian^3 и для Bada 22 декабря, а для Windows Phone 7 — 16 июля 2012 года. Это единственная игра в серии, не считая Asphalt 3D, которая не имеет подзаголовка.

## Геймплей
Геймплей Asphalt 5 очень похож на игровой процесс Asphalt 4: Elite Racing и Ferrari GT: Evolution, где игроку предоставляется возможность наклонять устройство, касаться края экрана для управления или использовать виртуальный экранный руль. В версии игры для iPhone используется ландшафтное управление. В игре также есть многопользовательский режим, как локальный через Wi-Fi и Bluetooth, так и глобальный через интернет-соединение.
Доступно 30 лицензированных автомобилей и 17 локаций для гонок.

## Критика
После выпуска Asphalt 5 получил в целом положительные отзывы. Версия для iOS имеет совокупный балл 82 из 100 на Metacritic на основе шести обзоров и 87 % на GameRankings, также на основе шести обзоров.
Леви Бьюкенен из IGN присвоил игре 8 баллов из 10, похвалив тот факт, что она не относилась к себе слишком серьезно; «Asphalt 5 — это настоящая аркадная гонка. Она сочетает в себе элементы крушения Burnout и хардкорные гоночные ощущения Ridge Racer в иногда глупом, но всегда маниакальном транспортном средстве. Гонки вас сильно разочаруют. Но если вы загрузите Asphalt 5 с ожиданием Wild Ride мистера Тоада с Ferrari, вы будете соответственно удовлетворены».
TouchArcade были так же впечатлены, получив игре 4,5 балла из 5 и высоко оценив графику; «Даже если вы можете не обращать внимания на детали, Gameloft, очевидно, уделяет им внимание. Будь то гонка по заснеженным автострадам, пропитанным грязью дорогам или ночной тьме, детали есть везде. От вывесок на витринах до повреждений на транспортных средствах, Gameloft определенно потратил много времени на разработку, создавая аркадный опыт с хорошим уровнем визуальных эффектов».
Дэйв Леклер из ToughGen также был впечатлен, поставив игре 4 балла из 5, также высоко оценив графику; «На данный момент это самая красивая игра. В игре более 30 различных автомобилей, и каждый из них выглядит так, будто его тщательно прочесали гребешком, потому что все они выглядят невероятно. 12 городов в игре также выглядят фантастически, и играть в них одно удовольствие. Самый первый уровень проходит в заснеженной местности, и когда вы едете, снег буквально падает на экран и тает. Именно это внимание к деталям действительно отличает Asphalt 5 в графике отделение».
Эндрю Подольский из Slide to Play был немного менее восторженным, получив 3 балла из 4 и раскритиковав физику; «Это невероятная, невероятно подвижная гоночная игра. Хотя нам очень нравятся аркадные гонки, эти машины, похоже, не имеют реального веса или мощности, хотя они отлично смотрятся на дороге и в гараже». Они также критически отнеслись к сложности режима «Устранение» и назвали возможность покупки полуголых женских моделей, дающих бонусы во время гонок, «несовершеннолетним даже для гоночной видеоигры».
Эндрю Бэрс из WMPoweruser не был впечатлен портом для Windows Phone 2012 года, поставив игре 2 балла из 5 и заявив, что «любая игра в настоящее время, которая не поддерживает многозадачность Mango. И даже не поддерживает возобновление NoDo в состояние паузы, является полным провалом. Ответьте на текстовое сообщение в середине гонки, и вам придется подождать около 8 секунд, пока игра загрузится, а затем она вернет вас на стартовую линию, и весь ваш прогресс будет потерян!»
| Агрегатор    | Оценка |
| ------------ | ------ |
| GameRankings | 87 %   |
| Metacritic   | 82/100 |

| Публика       | Оценка |
| ------------- | ------ |
| IGN           | 8/10   |
| Slide to Play | 3/4    |
| TouchGen      | 4/5    |
| TouchArcade   | 4.5/5  |
| WMPowerUser   | 2/5    |